# Lactuca deltoidea
Lactuca deltoidea là một loài thực vật có hoa trong họ Cúc. Loài này được (M.Bieb.) DC. ex C.A.Mey. mô tả khoa học đầu tiên năm 1831.